# Benthamův a Hookerův systém
Taxonomický systém, který vytvořil George Bentham a Joseph Dalton Hooker, je z historického hlediska jedním z nejdůležitějších taxonomických systémů 19. století.
Tento systém byl vydán dříve, než byla pevně stanovena pravidla v mezinárodním kódu botanické nomenklatury, a proto jsou v něm oproti dnešním zvyklostem některé odlišnosti. Výraz "ordo" není dnešní řád, ale čeleď, dnešní řád je označen v díle 1 a 2 výrazem "cohors", v díle 3 výrazem "series", zatímco výraz "series" v prvních 2 dílech znamená něco jako nadřád. Pojetí čeledí je také často odlišné od dnešního pojetí.
Systém byl uveřejněn zde:
- BENTHAM, George; HOOKER, Joseph Dalton. Genera plantarum ad exemplaria imprimis in herbariis kewensibus servata definita. [s.l.]: [s.n.], 1862–1883, Volume 1-3. Dostupné online.

## Systém
- DICOTYLEDONES
POLYPETALÆ
Series 1. THALAMIFLORÆ
Series 2. DISCIFLORÆ
Series 3. CALYCIFLORÆ
GAMOPETALÆ
Series 1. INFERÆ
Series 2. HETEROMERÆ
Series 3. BICARPELLATÆ
MONOCHLAMYDEÆ
- GYMNOSPERMEÆ
- MONOCOTYLEDONES

## Familles et ordres dans la classification Bentham & Hooker
Cette classification paraît avant la publication du Code international de nomenclature botanique. Ici, "ordo" indique une famille ; "cohors" (dans les deux premiers volumes) indique un ordre, mais c'est "series" (dans le troisième volume) qu'indique "ordre". La terminaision des noms de famille ne correspond pas à l'usage actuel. 
- DICOTYLEDONES
POLYPETALÆ
SERIES I THALAMIFLORÆ
COHORS I. RANALES
I. RANUNCULACEÆ
II. DILLENIACEÆ
III. CALYCANTHACEÆ
IV. MAGNOLIACEÆ
V. ANONACEÆ [sic]
VI. MENISPERMACEÆ
VII. BERBERIDEÆ
VIII. NYMPHÆACEÆ
COHORS II. PARIETALES
IX. SARRACENIACEÆ
X. PAPAVERACEÆ
XI. CRUCIFERÆ
XII. CAPPARIDEÆ
XIII. RESEDACEÆ
XIV. CISTINEÆ
XV. VIOLARIEÆ
XVI. CANELLACEÆ
XVII. BIXINEÆ
COHORS III. POLYGALINÆ
XVIII. PITTOSPOREÆ
XIX.  TREMANDREÆ
XX. POLYGALÆ
XXa. VOCHYSIACEÆ
COHORS IV. CARYOPHYLLINÆ
XXI. FRANKENIACEÆ
XXII. CARYOPHYLLEÆ
XXIII. PORTULACEÆ
XIV. TAMARISCINEÆ
COHORS V. GUTTIFERALES
XXV. ELATINEÆ
XXVI. HYPERICINEÆ
XXVII. GUTTIFERÆ
XXVIII. TERNSTROEMIACEÆ
XXIX. DIPTEROCARPEÆ
XXX. CHLENACEÆ
COHORS VI. MALVALES
XXXI. MALVACEÆ
XXXII. STERCULIACEÆ
XXXIII. TILIACEÆ
SERIES II. DISCIFLORÆ
COHORS VII. GERANIALES
XXXIV LINEÆ
XXXV. HUMIRIACEÆ
XXXVI. MALPIGHIACEÆ
XXXVII. ZYGOPHYLLEÆ
XXXVIII. GERANIACEÆ
XXXIX. RUTACEÆ
XL. SIMARUBEÆ [sic]
XLI. OCHNACEÆ
XLII. BURSERACEÆ
XLIII. MELIACEÆ
XLIV. CHAILLETIACEÆ
COHORS VIII. OLACALES
XLV. OLACINEÆ
XLVI. ILICINEÆ
COHORS IX. CELASTRALES
XLVII. CELASTRINEÆ
XLVIII. STACKHOUSIEÆ
XLIX. RHAMNEÆ
L. AMPELIDEÆ
COHORS X. SAPINDALES
LI. SAPINDACEÆ
LII. SABIACEÆ
LIII. ANACARDIACEÆ
Incertae sedis
LIV. CORIARIÆ
LV. MORINGEÆ
SERIES III. CALYCIFLORÆ
COHORS XI. ROSALES
LVI. CONNARACEÆ
LVII. LEGUMINOSÆ
LVIII. ROSACEÆ
LIX. SAXIFRAGEÆ
LX. CRASSULACEÆ
LXI. DROSERACEÆ
LXII. HAMAMELIDEÆ
LXIII. BRUNIACEÆ
LXIV. HALORAGEÆ
COHORS XII. MYRTALES
LXV. RHIZOPHOREÆ
LXVI. COMBRETACEÆ
LXVII. MYRTACEÆ
LXVIII. MELASTOMACEÆ
LXIX. LYTHRARIEÆ
LXX. ONAGRARIEÆ
COHORS XIII. PASSIFLORALES
LXXI. SAMYDACEÆ
LXXII. LOASEÆ
LXXIII. TURNERACEÆ
LXXIV. PASSIFLOREÆ
LXXV. CUCURBITACEÆ
LXXVI. BEGONIACEÆ
LXXVII. DATISCEÆ
COHORS XIV. FICOIDALES
LXXVIII. CACTEÆ
LXXIX. FICIOIDEÆ
COHORS XV. UMBELLALES
LXXX. UMBELLIFERÆ
LXXXI. ARALIACEÆ
LXXXII. CORNACEÆ

- GAMOPETALÆ
SERIES I. INFERÆ
COHORS I. RUBIALES
LXXXIII. CAPRIFOLIACEÆ
LXXXIV. RUBIACEÆ
COHORS II. ASTERALES
LXXXV. VALERIANEÆ
LXXXVI. DIPSACEÆ
LXXXVII. CALYCEREÆ
LXXXVIII. COMPOSITÆ
COHORS III. CAMPANALES
LXXXIX. STYLIDIEÆ
LC. GOODENOVIEÆ
XCI. CAMPANULACEÆ
SERIES II. HETEROMERÆ
COHORS IV. ERICALES
XCII. VACCINIACEÆ
XCIII. ERICACEÆ
XCIV. MONOTROPEÆ
XCV. EPACRIDEÆ
XCVI. DIAPENSIACEÆ
XCVII. LENNOACEÆ
COHORS V. PRIMULALES
XCVIII. PLUMBAGINEÆ
XCIX. PRIMULACEÆ
C. MYRSINEÆ
COHORS VI. EBENALES
CI. SAPOTACEÆ
CII. EBENACEÆ
CIII. STYRACEÆ
SERIES III. BICARPELLATÆ
COHORS VII. GENTIANALES
CIV. OLEACEÆ
CV. SALVADORACEÆ
CVI. APOCYNACEÆ
CVII. ASCLEPIADEÆ
CVIII. LOGANIACEÆ
CIX. GENTIANEÆ
COHORS VIII. POLEMONIALES
CX. POLEMONIACEÆ
CXI. HYDROPHYLLACEÆ
CXII. BORAGINEÆ
CXIII. CONVOLVULACEÆ
CXIV. SOLANACEÆ
COHORS IX. PERSONALES
CXV. SCROPHULARINEÆ
CXVI. OROBANCHACEÆ
CXVII. LENTIBULARIEÆ
CXVIII. COLUMELLIACEÆ
CXIX. GESNERACEÆ [sic]
CXX. BIGNONIACEÆ
CXXI. PEDALINEÆ
CXXII. ACANTHACEÆ
COHORS X. LAMIALES
CXXIII. MYOPORINEÆ
CXXIV. SELAGINEÆ
CXXV. VERBENACEÆ
CXXVI. LABIATÆ
incertae sedis
CXXVII. PLANTAGINEÆ

- MONOCHLAMYDEÆ
Series I. Curvembryeæ
CXXVIII. NYCTAGINEÆ
CXXIX. ILLECEBRACEÆ
CXXX. AMARANTACEÆ [sic]
CXXXI. CHENOPODIACEÆ
CXXXII. PHYTOLACCACEÆ
CXXXIII. BATIDEÆ
CXXXIV. POLYGONACEÆ
Series II. Multiovulatæ Aquaticæ
CXXXV. PODOSTEMONACEÆ [sic]
Series III. Multiovulatæ Terrestres
CXXXVI. NEPENTHACEÆ
CXXXVII. CYTINACEÆ
CXXXVIII. ARISTOLOCHIACEÆ
Series IV. Micrembryeæ
CXXXIX. PIPERACEÆ
CXL. CHLORANTACEÆ
CXLI. MYRISTICEÆ
CXLII. MONIMIACEÆ
Series V. Daphnales
CXLIII. LAURINEÆ
CXLIV. PROTEACEÆ
CXLV. THYMELÆACEÆ
CXLVI. PENÆACEÆ
CXLVII. ELÆAGNACEÆ
Series VI. Achlamydosporeæ
CXLVIII. LORANTHACEÆ
CXLIX. SANTALACEÆ
CL. BALANOPHOREÆ
Series VII. Unisexuales
CLI. EUPHORBIACEÆ
CLII. BALANOPEÆ
CLIII. URTICACEÆ
CLIV. PLATANACEÆ
CLV. LEITNERIEÆ
CLVI. JUGLANDEÆ
CLVII. MYRICACEÆ
CLVIII. CASUARINEÆ
CLIX. CUPULIFERÆ
Series VIII. Ordines anomali (incertae sedis)
CLX. SALICINEÆ
CLXI. LACISTEMACEÆ
CLXII. EMPETRACEÆ
CLXIII. CERATOPHYLLEÆ

- GYMNOSPERMEÆ [sic]
CLXIV. GNETACEÆ
CLXV. CONIFERÆ
CLXVI. CYCADACEÆ

- MONOCOTYLEDONES
Series I. Microspermæ
CLXVII. HYDROCHARIDEÆ
CLXVIII. BURMANNIACEÆ
CLXIX. ORCHIDEÆ
Series II Epigynæ
CLXX. SCITAMINEÆ
CLXXI. BROMELIACEÆ
CLXXII.  HAEMODORACEÆ
CLXXIII. IIRIDEÆ
CLXXIV. AMARYLLIDEÆ
CLXXV. TACCACEÆ
CLXXVI. DIOSCOREACEÆ
Series III Coronarieæ
CLXXVII. ROXBURGHIACEÆ
CLXXVIII. LILIACEÆ
CLXXIX. PONTEDERIACEÆ
CLXXX. PHILYDRACEÆ
CLXXXI. XYRIDEÆ
CLXXXII. MAYACEÆ
CLXXXIII. COMMELINACEÆ
CLXXXIV. RAPATEACEÆ
Series VI Calycineæ
CLXXXV. FLAGELLARIEÆ
CLXXXVI. JUNCACEÆ
CLXXXVII. PALMÆ
Series V. Nudifloreæ
CLXXXVIII. PANDANEÆ
CLXXXIX. CYCLANTHACEÆ
CXC TYPHACEÆ
CXCI. AROIDEÆ
CXCII. LEMNACEÆ
Series VI. Apocarpæ
CXCIII. TRIURIDEÆ
CXCIV. ALISMACEÆ
CXCV. NAIADACEÆ [sic]
Series VII. Glumaceæ
CXCVI. ERIOCAULEÆ
CXCVII. CENTROLEPIDEÆ
CXCVIII. RESTIACEÆ
CXCIX. CYPERACEÆ
CC. GRAMINEÆ